# Indotyphlops exiguus
Espèce
Synonymes
- Typhlops exiguus Jan, 1864

Statut de conservation UICN

 DD  : Données insuffisantes
Indotyphlops exiguus est une espèce de serpents de la famille des Typhlopidae. 

## Répartition
Cette espèce est endémique du Karnataka en Inde.

## Publication originale
- Jan, 1864 : Iconographie générale des ophidiens. Tome 3, J. B. Balliere et Fils, Paris (texte intégral).